# Donna (scacchi)

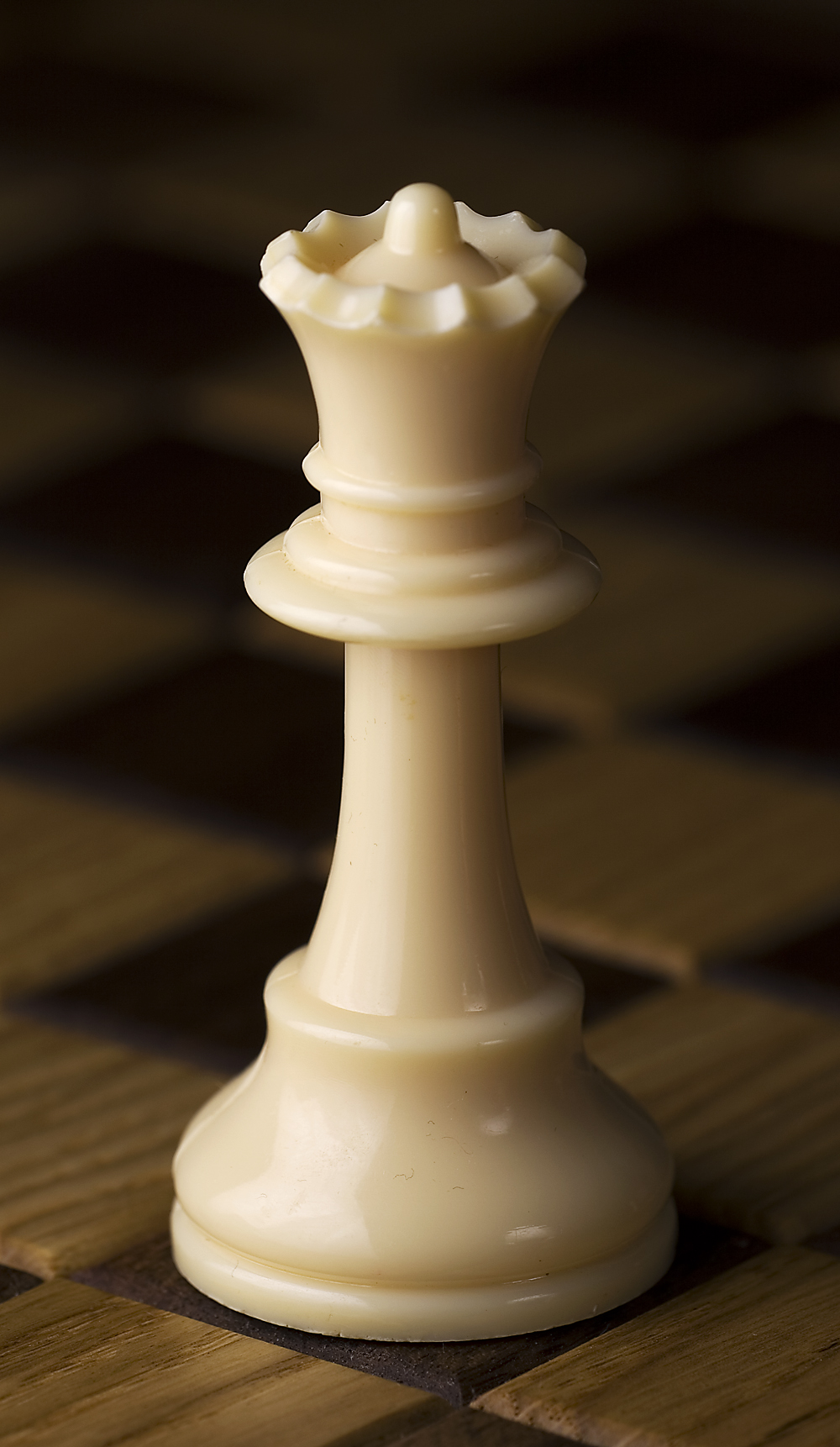
Una donna bianca

Nel gioco degli scacchi la donna (♕, ♛), chiamata anche regina (dall'inglese queen), è considerato il pezzo più potente, essendo quello che gode della mobilità maggiore. Prima dell'arrivo in Europa degli scacchi questo pezzo era  conosciuto come il generale, lo stratega o il visir. La donna è stata usata anche in matematica per sviluppare il rompicapo delle otto regine.

## Storia
Alla fine del XV secolo in Italia e in Spagna vengono definitivamente fissate le regole moderne del gioco: la Regina sostituisce definitivamente la precedente figura del Visir, può muoversi in tutte le direzioni senza limitazione di distanza, il che l'ha resa il pezzo più potente presente sulla scacchiera, mentre prima poteva solo muoversi di una casa alla volta in senso diagonale. Essa divenne letteralmente "infuriata", secondo una terminologia consolidata. Esistevano ancora delle differenze nelle regole per l'arrocco e l'esito in caso di patta.
Si giunge alla situazione paradossale in cui una donna potente e robusta (regina) combatte e protegge un maschio relativamente indifeso (re) in un ambiente ostile. All'origine del cambiamento vi sarebbe un bisogno psicologico da parte dell'innovatore: "espressione del suo desiderio istintivo di avere una donna forte che si prenda cura di lui". Diversi studi hanno portato ad avanzare alcuni nomi che potrebbero celarsi dietro l'innovazione. Si tratterebbe di un uomo che ha permesso a una donna di governare, appoggiandosi molto al di lei sostegno. Come uomo sposato, la moglie avrebbe avuto "un carattere dominante aggressivo, la personificazione della regina degli scacchi". Sono stati fatti i nomi di Isabella di Castiglia, Beatrice d'Este e Caterina Sforza, queste ultime due note virago dell'epoca. "Dal conflitto ambivalente di un uomo tra il desiderio di allearsi con una potente virago e l'odio per il suo dominio come segno distintivo della sua debolezza, la regina degli scacchi fu rafforzata."
Altri ritengono che queste tre donne apparissero troppo tardi nella storia per giustificare un mutamento che alcuni specialisti fanno risalire al 1485, e fu perciò avanzato il nome di Giovanna d'Arco, ma essa risulterebbe al contrario troppo precoce.

## Il movimento
|   | a                                       | b                                       | c                                       | d                                       | e                                       | f                                       | g                                       | h                                       |   |
| 8 | d8 donna del nero · d1 donna del bianco | d8 donna del nero · d1 donna del bianco | d8 donna del nero · d1 donna del bianco | d8 donna del nero · d1 donna del bianco | d8 donna del nero · d1 donna del bianco | d8 donna del nero · d1 donna del bianco | d8 donna del nero · d1 donna del bianco | d8 donna del nero · d1 donna del bianco | 8 |
| 7 | d8 donna del nero · d1 donna del bianco | d8 donna del nero · d1 donna del bianco | d8 donna del nero · d1 donna del bianco | d8 donna del nero · d1 donna del bianco | d8 donna del nero · d1 donna del bianco | d8 donna del nero · d1 donna del bianco | d8 donna del nero · d1 donna del bianco | d8 donna del nero · d1 donna del bianco | 7 |
| 6 | d8 donna del nero · d1 donna del bianco | d8 donna del nero · d1 donna del bianco | d8 donna del nero · d1 donna del bianco | d8 donna del nero · d1 donna del bianco | d8 donna del nero · d1 donna del bianco | d8 donna del nero · d1 donna del bianco | d8 donna del nero · d1 donna del bianco | d8 donna del nero · d1 donna del bianco | 6 |
| 5 | d8 donna del nero · d1 donna del bianco | d8 donna del nero · d1 donna del bianco | d8 donna del nero · d1 donna del bianco | d8 donna del nero · d1 donna del bianco | d8 donna del nero · d1 donna del bianco | d8 donna del nero · d1 donna del bianco | d8 donna del nero · d1 donna del bianco | d8 donna del nero · d1 donna del bianco | 5 |
| 4 | d8 donna del nero · d1 donna del bianco | d8 donna del nero · d1 donna del bianco | d8 donna del nero · d1 donna del bianco | d8 donna del nero · d1 donna del bianco | d8 donna del nero · d1 donna del bianco | d8 donna del nero · d1 donna del bianco | d8 donna del nero · d1 donna del bianco | d8 donna del nero · d1 donna del bianco | 4 |
| 3 | d8 donna del nero · d1 donna del bianco | d8 donna del nero · d1 donna del bianco | d8 donna del nero · d1 donna del bianco | d8 donna del nero · d1 donna del bianco | d8 donna del nero · d1 donna del bianco | d8 donna del nero · d1 donna del bianco | d8 donna del nero · d1 donna del bianco | d8 donna del nero · d1 donna del bianco | 3 |
| 2 | d8 donna del nero · d1 donna del bianco | d8 donna del nero · d1 donna del bianco | d8 donna del nero · d1 donna del bianco | d8 donna del nero · d1 donna del bianco | d8 donna del nero · d1 donna del bianco | d8 donna del nero · d1 donna del bianco | d8 donna del nero · d1 donna del bianco | d8 donna del nero · d1 donna del bianco | 2 |
| 1 | d8 donna del nero · d1 donna del bianco | d8 donna del nero · d1 donna del bianco | d8 donna del nero · d1 donna del bianco | d8 donna del nero · d1 donna del bianco | d8 donna del nero · d1 donna del bianco | d8 donna del nero · d1 donna del bianco | d8 donna del nero · d1 donna del bianco | d8 donna del nero · d1 donna del bianco | 1 |
|   | a                                       | b                                       | c                                       | d                                       | e                                       | f                                       | g                                       | h                                       |   |

|   | a | b | c | d | e | f | g | h |   |
| 8 | d8 cerchio bianco · h8 cerchio bianco · a7 cerchio bianco · d7 cerchio bianco · g7 cerchio bianco · b6 cerchio bianco · d6 cerchio bianco · f6 cerchio bianco · c5 cerchio bianco · d5 cerchio bianco · e5 cerchio bianco · a4 cerchio bianco · b4 cerchio bianco · c4 cerchio bianco · d4 donna del bianco · e4 cerchio bianco · f4 cerchio bianco · g4 cerchio bianco · h4 cerchio bianco · c3 cerchio bianco · d3 cerchio bianco · e3 cerchio bianco · b2 cerchio bianco · d2 cerchio bianco · f2 cerchio bianco · a1 cerchio bianco · d1 cerchio bianco · g1 cerchio bianco | d8 cerchio bianco · h8 cerchio bianco · a7 cerchio bianco · d7 cerchio bianco · g7 cerchio bianco · b6 cerchio bianco · d6 cerchio bianco · f6 cerchio bianco · c5 cerchio bianco · d5 cerchio bianco · e5 cerchio bianco · a4 cerchio bianco · b4 cerchio bianco · c4 cerchio bianco · d4 donna del bianco · e4 cerchio bianco · f4 cerchio bianco · g4 cerchio bianco · h4 cerchio bianco · c3 cerchio bianco · d3 cerchio bianco · e3 cerchio bianco · b2 cerchio bianco · d2 cerchio bianco · f2 cerchio bianco · a1 cerchio bianco · d1 cerchio bianco · g1 cerchio bianco | d8 cerchio bianco · h8 cerchio bianco · a7 cerchio bianco · d7 cerchio bianco · g7 cerchio bianco · b6 cerchio bianco · d6 cerchio bianco · f6 cerchio bianco · c5 cerchio bianco · d5 cerchio bianco · e5 cerchio bianco · a4 cerchio bianco · b4 cerchio bianco · c4 cerchio bianco · d4 donna del bianco · e4 cerchio bianco · f4 cerchio bianco · g4 cerchio bianco · h4 cerchio bianco · c3 cerchio bianco · d3 cerchio bianco · e3 cerchio bianco · b2 cerchio bianco · d2 cerchio bianco · f2 cerchio bianco · a1 cerchio bianco · d1 cerchio bianco · g1 cerchio bianco | d8 cerchio bianco · h8 cerchio bianco · a7 cerchio bianco · d7 cerchio bianco · g7 cerchio bianco · b6 cerchio bianco · d6 cerchio bianco · f6 cerchio bianco · c5 cerchio bianco · d5 cerchio bianco · e5 cerchio bianco · a4 cerchio bianco · b4 cerchio bianco · c4 cerchio bianco · d4 donna del bianco · e4 cerchio bianco · f4 cerchio bianco · g4 cerchio bianco · h4 cerchio bianco · c3 cerchio bianco · d3 cerchio bianco · e3 cerchio bianco · b2 cerchio bianco · d2 cerchio bianco · f2 cerchio bianco · a1 cerchio bianco · d1 cerchio bianco · g1 cerchio bianco | d8 cerchio bianco · h8 cerchio bianco · a7 cerchio bianco · d7 cerchio bianco · g7 cerchio bianco · b6 cerchio bianco · d6 cerchio bianco · f6 cerchio bianco · c5 cerchio bianco · d5 cerchio bianco · e5 cerchio bianco · a4 cerchio bianco · b4 cerchio bianco · c4 cerchio bianco · d4 donna del bianco · e4 cerchio bianco · f4 cerchio bianco · g4 cerchio bianco · h4 cerchio bianco · c3 cerchio bianco · d3 cerchio bianco · e3 cerchio bianco · b2 cerchio bianco · d2 cerchio bianco · f2 cerchio bianco · a1 cerchio bianco · d1 cerchio bianco · g1 cerchio bianco | d8 cerchio bianco · h8 cerchio bianco · a7 cerchio bianco · d7 cerchio bianco · g7 cerchio bianco · b6 cerchio bianco · d6 cerchio bianco · f6 cerchio bianco · c5 cerchio bianco · d5 cerchio bianco · e5 cerchio bianco · a4 cerchio bianco · b4 cerchio bianco · c4 cerchio bianco · d4 donna del bianco · e4 cerchio bianco · f4 cerchio bianco · g4 cerchio bianco · h4 cerchio bianco · c3 cerchio bianco · d3 cerchio bianco · e3 cerchio bianco · b2 cerchio bianco · d2 cerchio bianco · f2 cerchio bianco · a1 cerchio bianco · d1 cerchio bianco · g1 cerchio bianco | d8 cerchio bianco · h8 cerchio bianco · a7 cerchio bianco · d7 cerchio bianco · g7 cerchio bianco · b6 cerchio bianco · d6 cerchio bianco · f6 cerchio bianco · c5 cerchio bianco · d5 cerchio bianco · e5 cerchio bianco · a4 cerchio bianco · b4 cerchio bianco · c4 cerchio bianco · d4 donna del bianco · e4 cerchio bianco · f4 cerchio bianco · g4 cerchio bianco · h4 cerchio bianco · c3 cerchio bianco · d3 cerchio bianco · e3 cerchio bianco · b2 cerchio bianco · d2 cerchio bianco · f2 cerchio bianco · a1 cerchio bianco · d1 cerchio bianco · g1 cerchio bianco | d8 cerchio bianco · h8 cerchio bianco · a7 cerchio bianco · d7 cerchio bianco · g7 cerchio bianco · b6 cerchio bianco · d6 cerchio bianco · f6 cerchio bianco · c5 cerchio bianco · d5 cerchio bianco · e5 cerchio bianco · a4 cerchio bianco · b4 cerchio bianco · c4 cerchio bianco · d4 donna del bianco · e4 cerchio bianco · f4 cerchio bianco · g4 cerchio bianco · h4 cerchio bianco · c3 cerchio bianco · d3 cerchio bianco · e3 cerchio bianco · b2 cerchio bianco · d2 cerchio bianco · f2 cerchio bianco · a1 cerchio bianco · d1 cerchio bianco · g1 cerchio bianco | 8 |
| 7 | d8 cerchio bianco · h8 cerchio bianco · a7 cerchio bianco · d7 cerchio bianco · g7 cerchio bianco · b6 cerchio bianco · d6 cerchio bianco · f6 cerchio bianco · c5 cerchio bianco · d5 cerchio bianco · e5 cerchio bianco · a4 cerchio bianco · b4 cerchio bianco · c4 cerchio bianco · d4 donna del bianco · e4 cerchio bianco · f4 cerchio bianco · g4 cerchio bianco · h4 cerchio bianco · c3 cerchio bianco · d3 cerchio bianco · e3 cerchio bianco · b2 cerchio bianco · d2 cerchio bianco · f2 cerchio bianco · a1 cerchio bianco · d1 cerchio bianco · g1 cerchio bianco | d8 cerchio bianco · h8 cerchio bianco · a7 cerchio bianco · d7 cerchio bianco · g7 cerchio bianco · b6 cerchio bianco · d6 cerchio bianco · f6 cerchio bianco · c5 cerchio bianco · d5 cerchio bianco · e5 cerchio bianco · a4 cerchio bianco · b4 cerchio bianco · c4 cerchio bianco · d4 donna del bianco · e4 cerchio bianco · f4 cerchio bianco · g4 cerchio bianco · h4 cerchio bianco · c3 cerchio bianco · d3 cerchio bianco · e3 cerchio bianco · b2 cerchio bianco · d2 cerchio bianco · f2 cerchio bianco · a1 cerchio bianco · d1 cerchio bianco · g1 cerchio bianco | d8 cerchio bianco · h8 cerchio bianco · a7 cerchio bianco · d7 cerchio bianco · g7 cerchio bianco · b6 cerchio bianco · d6 cerchio bianco · f6 cerchio bianco · c5 cerchio bianco · d5 cerchio bianco · e5 cerchio bianco · a4 cerchio bianco · b4 cerchio bianco · c4 cerchio bianco · d4 donna del bianco · e4 cerchio bianco · f4 cerchio bianco · g4 cerchio bianco · h4 cerchio bianco · c3 cerchio bianco · d3 cerchio bianco · e3 cerchio bianco · b2 cerchio bianco · d2 cerchio bianco · f2 cerchio bianco · a1 cerchio bianco · d1 cerchio bianco · g1 cerchio bianco | d8 cerchio bianco · h8 cerchio bianco · a7 cerchio bianco · d7 cerchio bianco · g7 cerchio bianco · b6 cerchio bianco · d6 cerchio bianco · f6 cerchio bianco · c5 cerchio bianco · d5 cerchio bianco · e5 cerchio bianco · a4 cerchio bianco · b4 cerchio bianco · c4 cerchio bianco · d4 donna del bianco · e4 cerchio bianco · f4 cerchio bianco · g4 cerchio bianco · h4 cerchio bianco · c3 cerchio bianco · d3 cerchio bianco · e3 cerchio bianco · b2 cerchio bianco · d2 cerchio bianco · f2 cerchio bianco · a1 cerchio bianco · d1 cerchio bianco · g1 cerchio bianco | d8 cerchio bianco · h8 cerchio bianco · a7 cerchio bianco · d7 cerchio bianco · g7 cerchio bianco · b6 cerchio bianco · d6 cerchio bianco · f6 cerchio bianco · c5 cerchio bianco · d5 cerchio bianco · e5 cerchio bianco · a4 cerchio bianco · b4 cerchio bianco · c4 cerchio bianco · d4 donna del bianco · e4 cerchio bianco · f4 cerchio bianco · g4 cerchio bianco · h4 cerchio bianco · c3 cerchio bianco · d3 cerchio bianco · e3 cerchio bianco · b2 cerchio bianco · d2 cerchio bianco · f2 cerchio bianco · a1 cerchio bianco · d1 cerchio bianco · g1 cerchio bianco | d8 cerchio bianco · h8 cerchio bianco · a7 cerchio bianco · d7 cerchio bianco · g7 cerchio bianco · b6 cerchio bianco · d6 cerchio bianco · f6 cerchio bianco · c5 cerchio bianco · d5 cerchio bianco · e5 cerchio bianco · a4 cerchio bianco · b4 cerchio bianco · c4 cerchio bianco · d4 donna del bianco · e4 cerchio bianco · f4 cerchio bianco · g4 cerchio bianco · h4 cerchio bianco · c3 cerchio bianco · d3 cerchio bianco · e3 cerchio bianco · b2 cerchio bianco · d2 cerchio bianco · f2 cerchio bianco · a1 cerchio bianco · d1 cerchio bianco · g1 cerchio bianco | d8 cerchio bianco · h8 cerchio bianco · a7 cerchio bianco · d7 cerchio bianco · g7 cerchio bianco · b6 cerchio bianco · d6 cerchio bianco · f6 cerchio bianco · c5 cerchio bianco · d5 cerchio bianco · e5 cerchio bianco · a4 cerchio bianco · b4 cerchio bianco · c4 cerchio bianco · d4 donna del bianco · e4 cerchio bianco · f4 cerchio bianco · g4 cerchio bianco · h4 cerchio bianco · c3 cerchio bianco · d3 cerchio bianco · e3 cerchio bianco · b2 cerchio bianco · d2 cerchio bianco · f2 cerchio bianco · a1 cerchio bianco · d1 cerchio bianco · g1 cerchio bianco | d8 cerchio bianco · h8 cerchio bianco · a7 cerchio bianco · d7 cerchio bianco · g7 cerchio bianco · b6 cerchio bianco · d6 cerchio bianco · f6 cerchio bianco · c5 cerchio bianco · d5 cerchio bianco · e5 cerchio bianco · a4 cerchio bianco · b4 cerchio bianco · c4 cerchio bianco · d4 donna del bianco · e4 cerchio bianco · f4 cerchio bianco · g4 cerchio bianco · h4 cerchio bianco · c3 cerchio bianco · d3 cerchio bianco · e3 cerchio bianco · b2 cerchio bianco · d2 cerchio bianco · f2 cerchio bianco · a1 cerchio bianco · d1 cerchio bianco · g1 cerchio bianco | 7 |
| 6 | d8 cerchio bianco · h8 cerchio bianco · a7 cerchio bianco · d7 cerchio bianco · g7 cerchio bianco · b6 cerchio bianco · d6 cerchio bianco · f6 cerchio bianco · c5 cerchio bianco · d5 cerchio bianco · e5 cerchio bianco · a4 cerchio bianco · b4 cerchio bianco · c4 cerchio bianco · d4 donna del bianco · e4 cerchio bianco · f4 cerchio bianco · g4 cerchio bianco · h4 cerchio bianco · c3 cerchio bianco · d3 cerchio bianco · e3 cerchio bianco · b2 cerchio bianco · d2 cerchio bianco · f2 cerchio bianco · a1 cerchio bianco · d1 cerchio bianco · g1 cerchio bianco | d8 cerchio bianco · h8 cerchio bianco · a7 cerchio bianco · d7 cerchio bianco · g7 cerchio bianco · b6 cerchio bianco · d6 cerchio bianco · f6 cerchio bianco · c5 cerchio bianco · d5 cerchio bianco · e5 cerchio bianco · a4 cerchio bianco · b4 cerchio bianco · c4 cerchio bianco · d4 donna del bianco · e4 cerchio bianco · f4 cerchio bianco · g4 cerchio bianco · h4 cerchio bianco · c3 cerchio bianco · d3 cerchio bianco · e3 cerchio bianco · b2 cerchio bianco · d2 cerchio bianco · f2 cerchio bianco · a1 cerchio bianco · d1 cerchio bianco · g1 cerchio bianco | d8 cerchio bianco · h8 cerchio bianco · a7 cerchio bianco · d7 cerchio bianco · g7 cerchio bianco · b6 cerchio bianco · d6 cerchio bianco · f6 cerchio bianco · c5 cerchio bianco · d5 cerchio bianco · e5 cerchio bianco · a4 cerchio bianco · b4 cerchio bianco · c4 cerchio bianco · d4 donna del bianco · e4 cerchio bianco · f4 cerchio bianco · g4 cerchio bianco · h4 cerchio bianco · c3 cerchio bianco · d3 cerchio bianco · e3 cerchio bianco · b2 cerchio bianco · d2 cerchio bianco · f2 cerchio bianco · a1 cerchio bianco · d1 cerchio bianco · g1 cerchio bianco | d8 cerchio bianco · h8 cerchio bianco · a7 cerchio bianco · d7 cerchio bianco · g7 cerchio bianco · b6 cerchio bianco · d6 cerchio bianco · f6 cerchio bianco · c5 cerchio bianco · d5 cerchio bianco · e5 cerchio bianco · a4 cerchio bianco · b4 cerchio bianco · c4 cerchio bianco · d4 donna del bianco · e4 cerchio bianco · f4 cerchio bianco · g4 cerchio bianco · h4 cerchio bianco · c3 cerchio bianco · d3 cerchio bianco · e3 cerchio bianco · b2 cerchio bianco · d2 cerchio bianco · f2 cerchio bianco · a1 cerchio bianco · d1 cerchio bianco · g1 cerchio bianco | d8 cerchio bianco · h8 cerchio bianco · a7 cerchio bianco · d7 cerchio bianco · g7 cerchio bianco · b6 cerchio bianco · d6 cerchio bianco · f6 cerchio bianco · c5 cerchio bianco · d5 cerchio bianco · e5 cerchio bianco · a4 cerchio bianco · b4 cerchio bianco · c4 cerchio bianco · d4 donna del bianco · e4 cerchio bianco · f4 cerchio bianco · g4 cerchio bianco · h4 cerchio bianco · c3 cerchio bianco · d3 cerchio bianco · e3 cerchio bianco · b2 cerchio bianco · d2 cerchio bianco · f2 cerchio bianco · a1 cerchio bianco · d1 cerchio bianco · g1 cerchio bianco | d8 cerchio bianco · h8 cerchio bianco · a7 cerchio bianco · d7 cerchio bianco · g7 cerchio bianco · b6 cerchio bianco · d6 cerchio bianco · f6 cerchio bianco · c5 cerchio bianco · d5 cerchio bianco · e5 cerchio bianco · a4 cerchio bianco · b4 cerchio bianco · c4 cerchio bianco · d4 donna del bianco · e4 cerchio bianco · f4 cerchio bianco · g4 cerchio bianco · h4 cerchio bianco · c3 cerchio bianco · d3 cerchio bianco · e3 cerchio bianco · b2 cerchio bianco · d2 cerchio bianco · f2 cerchio bianco · a1 cerchio bianco · d1 cerchio bianco · g1 cerchio bianco | d8 cerchio bianco · h8 cerchio bianco · a7 cerchio bianco · d7 cerchio bianco · g7 cerchio bianco · b6 cerchio bianco · d6 cerchio bianco · f6 cerchio bianco · c5 cerchio bianco · d5 cerchio bianco · e5 cerchio bianco · a4 cerchio bianco · b4 cerchio bianco · c4 cerchio bianco · d4 donna del bianco · e4 cerchio bianco · f4 cerchio bianco · g4 cerchio bianco · h4 cerchio bianco · c3 cerchio bianco · d3 cerchio bianco · e3 cerchio bianco · b2 cerchio bianco · d2 cerchio bianco · f2 cerchio bianco · a1 cerchio bianco · d1 cerchio bianco · g1 cerchio bianco | d8 cerchio bianco · h8 cerchio bianco · a7 cerchio bianco · d7 cerchio bianco · g7 cerchio bianco · b6 cerchio bianco · d6 cerchio bianco · f6 cerchio bianco · c5 cerchio bianco · d5 cerchio bianco · e5 cerchio bianco · a4 cerchio bianco · b4 cerchio bianco · c4 cerchio bianco · d4 donna del bianco · e4 cerchio bianco · f4 cerchio bianco · g4 cerchio bianco · h4 cerchio bianco · c3 cerchio bianco · d3 cerchio bianco · e3 cerchio bianco · b2 cerchio bianco · d2 cerchio bianco · f2 cerchio bianco · a1 cerchio bianco · d1 cerchio bianco · g1 cerchio bianco | 6 |
| 5 | d8 cerchio bianco · h8 cerchio bianco · a7 cerchio bianco · d7 cerchio bianco · g7 cerchio bianco · b6 cerchio bianco · d6 cerchio bianco · f6 cerchio bianco · c5 cerchio bianco · d5 cerchio bianco · e5 cerchio bianco · a4 cerchio bianco · b4 cerchio bianco · c4 cerchio bianco · d4 donna del bianco · e4 cerchio bianco · f4 cerchio bianco · g4 cerchio bianco · h4 cerchio bianco · c3 cerchio bianco · d3 cerchio bianco · e3 cerchio bianco · b2 cerchio bianco · d2 cerchio bianco · f2 cerchio bianco · a1 cerchio bianco · d1 cerchio bianco · g1 cerchio bianco | d8 cerchio bianco · h8 cerchio bianco · a7 cerchio bianco · d7 cerchio bianco · g7 cerchio bianco · b6 cerchio bianco · d6 cerchio bianco · f6 cerchio bianco · c5 cerchio bianco · d5 cerchio bianco · e5 cerchio bianco · a4 cerchio bianco · b4 cerchio bianco · c4 cerchio bianco · d4 donna del bianco · e4 cerchio bianco · f4 cerchio bianco · g4 cerchio bianco · h4 cerchio bianco · c3 cerchio bianco · d3 cerchio bianco · e3 cerchio bianco · b2 cerchio bianco · d2 cerchio bianco · f2 cerchio bianco · a1 cerchio bianco · d1 cerchio bianco · g1 cerchio bianco | d8 cerchio bianco · h8 cerchio bianco · a7 cerchio bianco · d7 cerchio bianco · g7 cerchio bianco · b6 cerchio bianco · d6 cerchio bianco · f6 cerchio bianco · c5 cerchio bianco · d5 cerchio bianco · e5 cerchio bianco · a4 cerchio bianco · b4 cerchio bianco · c4 cerchio bianco · d4 donna del bianco · e4 cerchio bianco · f4 cerchio bianco · g4 cerchio bianco · h4 cerchio bianco · c3 cerchio bianco · d3 cerchio bianco · e3 cerchio bianco · b2 cerchio bianco · d2 cerchio bianco · f2 cerchio bianco · a1 cerchio bianco · d1 cerchio bianco · g1 cerchio bianco | d8 cerchio bianco · h8 cerchio bianco · a7 cerchio bianco · d7 cerchio bianco · g7 cerchio bianco · b6 cerchio bianco · d6 cerchio bianco · f6 cerchio bianco · c5 cerchio bianco · d5 cerchio bianco · e5 cerchio bianco · a4 cerchio bianco · b4 cerchio bianco · c4 cerchio bianco · d4 donna del bianco · e4 cerchio bianco · f4 cerchio bianco · g4 cerchio bianco · h4 cerchio bianco · c3 cerchio bianco · d3 cerchio bianco · e3 cerchio bianco · b2 cerchio bianco · d2 cerchio bianco · f2 cerchio bianco · a1 cerchio bianco · d1 cerchio bianco · g1 cerchio bianco | d8 cerchio bianco · h8 cerchio bianco · a7 cerchio bianco · d7 cerchio bianco · g7 cerchio bianco · b6 cerchio bianco · d6 cerchio bianco · f6 cerchio bianco · c5 cerchio bianco · d5 cerchio bianco · e5 cerchio bianco · a4 cerchio bianco · b4 cerchio bianco · c4 cerchio bianco · d4 donna del bianco · e4 cerchio bianco · f4 cerchio bianco · g4 cerchio bianco · h4 cerchio bianco · c3 cerchio bianco · d3 cerchio bianco · e3 cerchio bianco · b2 cerchio bianco · d2 cerchio bianco · f2 cerchio bianco · a1 cerchio bianco · d1 cerchio bianco · g1 cerchio bianco | d8 cerchio bianco · h8 cerchio bianco · a7 cerchio bianco · d7 cerchio bianco · g7 cerchio bianco · b6 cerchio bianco · d6 cerchio bianco · f6 cerchio bianco · c5 cerchio bianco · d5 cerchio bianco · e5 cerchio bianco · a4 cerchio bianco · b4 cerchio bianco · c4 cerchio bianco · d4 donna del bianco · e4 cerchio bianco · f4 cerchio bianco · g4 cerchio bianco · h4 cerchio bianco · c3 cerchio bianco · d3 cerchio bianco · e3 cerchio bianco · b2 cerchio bianco · d2 cerchio bianco · f2 cerchio bianco · a1 cerchio bianco · d1 cerchio bianco · g1 cerchio bianco | d8 cerchio bianco · h8 cerchio bianco · a7 cerchio bianco · d7 cerchio bianco · g7 cerchio bianco · b6 cerchio bianco · d6 cerchio bianco · f6 cerchio bianco · c5 cerchio bianco · d5 cerchio bianco · e5 cerchio bianco · a4 cerchio bianco · b4 cerchio bianco · c4 cerchio bianco · d4 donna del bianco · e4 cerchio bianco · f4 cerchio bianco · g4 cerchio bianco · h4 cerchio bianco · c3 cerchio bianco · d3 cerchio bianco · e3 cerchio bianco · b2 cerchio bianco · d2 cerchio bianco · f2 cerchio bianco · a1 cerchio bianco · d1 cerchio bianco · g1 cerchio bianco | d8 cerchio bianco · h8 cerchio bianco · a7 cerchio bianco · d7 cerchio bianco · g7 cerchio bianco · b6 cerchio bianco · d6 cerchio bianco · f6 cerchio bianco · c5 cerchio bianco · d5 cerchio bianco · e5 cerchio bianco · a4 cerchio bianco · b4 cerchio bianco · c4 cerchio bianco · d4 donna del bianco · e4 cerchio bianco · f4 cerchio bianco · g4 cerchio bianco · h4 cerchio bianco · c3 cerchio bianco · d3 cerchio bianco · e3 cerchio bianco · b2 cerchio bianco · d2 cerchio bianco · f2 cerchio bianco · a1 cerchio bianco · d1 cerchio bianco · g1 cerchio bianco | 5 |
| 4 | d8 cerchio bianco · h8 cerchio bianco · a7 cerchio bianco · d7 cerchio bianco · g7 cerchio bianco · b6 cerchio bianco · d6 cerchio bianco · f6 cerchio bianco · c5 cerchio bianco · d5 cerchio bianco · e5 cerchio bianco · a4 cerchio bianco · b4 cerchio bianco · c4 cerchio bianco · d4 donna del bianco · e4 cerchio bianco · f4 cerchio bianco · g4 cerchio bianco · h4 cerchio bianco · c3 cerchio bianco · d3 cerchio bianco · e3 cerchio bianco · b2 cerchio bianco · d2 cerchio bianco · f2 cerchio bianco · a1 cerchio bianco · d1 cerchio bianco · g1 cerchio bianco | d8 cerchio bianco · h8 cerchio bianco · a7 cerchio bianco · d7 cerchio bianco · g7 cerchio bianco · b6 cerchio bianco · d6 cerchio bianco · f6 cerchio bianco · c5 cerchio bianco · d5 cerchio bianco · e5 cerchio bianco · a4 cerchio bianco · b4 cerchio bianco · c4 cerchio bianco · d4 donna del bianco · e4 cerchio bianco · f4 cerchio bianco · g4 cerchio bianco · h4 cerchio bianco · c3 cerchio bianco · d3 cerchio bianco · e3 cerchio bianco · b2 cerchio bianco · d2 cerchio bianco · f2 cerchio bianco · a1 cerchio bianco · d1 cerchio bianco · g1 cerchio bianco | d8 cerchio bianco · h8 cerchio bianco · a7 cerchio bianco · d7 cerchio bianco · g7 cerchio bianco · b6 cerchio bianco · d6 cerchio bianco · f6 cerchio bianco · c5 cerchio bianco · d5 cerchio bianco · e5 cerchio bianco · a4 cerchio bianco · b4 cerchio bianco · c4 cerchio bianco · d4 donna del bianco · e4 cerchio bianco · f4 cerchio bianco · g4 cerchio bianco · h4 cerchio bianco · c3 cerchio bianco · d3 cerchio bianco · e3 cerchio bianco · b2 cerchio bianco · d2 cerchio bianco · f2 cerchio bianco · a1 cerchio bianco · d1 cerchio bianco · g1 cerchio bianco | d8 cerchio bianco · h8 cerchio bianco · a7 cerchio bianco · d7 cerchio bianco · g7 cerchio bianco · b6 cerchio bianco · d6 cerchio bianco · f6 cerchio bianco · c5 cerchio bianco · d5 cerchio bianco · e5 cerchio bianco · a4 cerchio bianco · b4 cerchio bianco · c4 cerchio bianco · d4 donna del bianco · e4 cerchio bianco · f4 cerchio bianco · g4 cerchio bianco · h4 cerchio bianco · c3 cerchio bianco · d3 cerchio bianco · e3 cerchio bianco · b2 cerchio bianco · d2 cerchio bianco · f2 cerchio bianco · a1 cerchio bianco · d1 cerchio bianco · g1 cerchio bianco | d8 cerchio bianco · h8 cerchio bianco · a7 cerchio bianco · d7 cerchio bianco · g7 cerchio bianco · b6 cerchio bianco · d6 cerchio bianco · f6 cerchio bianco · c5 cerchio bianco · d5 cerchio bianco · e5 cerchio bianco · a4 cerchio bianco · b4 cerchio bianco · c4 cerchio bianco · d4 donna del bianco · e4 cerchio bianco · f4 cerchio bianco · g4 cerchio bianco · h4 cerchio bianco · c3 cerchio bianco · d3 cerchio bianco · e3 cerchio bianco · b2 cerchio bianco · d2 cerchio bianco · f2 cerchio bianco · a1 cerchio bianco · d1 cerchio bianco · g1 cerchio bianco | d8 cerchio bianco · h8 cerchio bianco · a7 cerchio bianco · d7 cerchio bianco · g7 cerchio bianco · b6 cerchio bianco · d6 cerchio bianco · f6 cerchio bianco · c5 cerchio bianco · d5 cerchio bianco · e5 cerchio bianco · a4 cerchio bianco · b4 cerchio bianco · c4 cerchio bianco · d4 donna del bianco · e4 cerchio bianco · f4 cerchio bianco · g4 cerchio bianco · h4 cerchio bianco · c3 cerchio bianco · d3 cerchio bianco · e3 cerchio bianco · b2 cerchio bianco · d2 cerchio bianco · f2 cerchio bianco · a1 cerchio bianco · d1 cerchio bianco · g1 cerchio bianco | d8 cerchio bianco · h8 cerchio bianco · a7 cerchio bianco · d7 cerchio bianco · g7 cerchio bianco · b6 cerchio bianco · d6 cerchio bianco · f6 cerchio bianco · c5 cerchio bianco · d5 cerchio bianco · e5 cerchio bianco · a4 cerchio bianco · b4 cerchio bianco · c4 cerchio bianco · d4 donna del bianco · e4 cerchio bianco · f4 cerchio bianco · g4 cerchio bianco · h4 cerchio bianco · c3 cerchio bianco · d3 cerchio bianco · e3 cerchio bianco · b2 cerchio bianco · d2 cerchio bianco · f2 cerchio bianco · a1 cerchio bianco · d1 cerchio bianco · g1 cerchio bianco | d8 cerchio bianco · h8 cerchio bianco · a7 cerchio bianco · d7 cerchio bianco · g7 cerchio bianco · b6 cerchio bianco · d6 cerchio bianco · f6 cerchio bianco · c5 cerchio bianco · d5 cerchio bianco · e5 cerchio bianco · a4 cerchio bianco · b4 cerchio bianco · c4 cerchio bianco · d4 donna del bianco · e4 cerchio bianco · f4 cerchio bianco · g4 cerchio bianco · h4 cerchio bianco · c3 cerchio bianco · d3 cerchio bianco · e3 cerchio bianco · b2 cerchio bianco · d2 cerchio bianco · f2 cerchio bianco · a1 cerchio bianco · d1 cerchio bianco · g1 cerchio bianco | 4 |
| 3 | d8 cerchio bianco · h8 cerchio bianco · a7 cerchio bianco · d7 cerchio bianco · g7 cerchio bianco · b6 cerchio bianco · d6 cerchio bianco · f6 cerchio bianco · c5 cerchio bianco · d5 cerchio bianco · e5 cerchio bianco · a4 cerchio bianco · b4 cerchio bianco · c4 cerchio bianco · d4 donna del bianco · e4 cerchio bianco · f4 cerchio bianco · g4 cerchio bianco · h4 cerchio bianco · c3 cerchio bianco · d3 cerchio bianco · e3 cerchio bianco · b2 cerchio bianco · d2 cerchio bianco · f2 cerchio bianco · a1 cerchio bianco · d1 cerchio bianco · g1 cerchio bianco | d8 cerchio bianco · h8 cerchio bianco · a7 cerchio bianco · d7 cerchio bianco · g7 cerchio bianco · b6 cerchio bianco · d6 cerchio bianco · f6 cerchio bianco · c5 cerchio bianco · d5 cerchio bianco · e5 cerchio bianco · a4 cerchio bianco · b4 cerchio bianco · c4 cerchio bianco · d4 donna del bianco · e4 cerchio bianco · f4 cerchio bianco · g4 cerchio bianco · h4 cerchio bianco · c3 cerchio bianco · d3 cerchio bianco · e3 cerchio bianco · b2 cerchio bianco · d2 cerchio bianco · f2 cerchio bianco · a1 cerchio bianco · d1 cerchio bianco · g1 cerchio bianco | d8 cerchio bianco · h8 cerchio bianco · a7 cerchio bianco · d7 cerchio bianco · g7 cerchio bianco · b6 cerchio bianco · d6 cerchio bianco · f6 cerchio bianco · c5 cerchio bianco · d5 cerchio bianco · e5 cerchio bianco · a4 cerchio bianco · b4 cerchio bianco · c4 cerchio bianco · d4 donna del bianco · e4 cerchio bianco · f4 cerchio bianco · g4 cerchio bianco · h4 cerchio bianco · c3 cerchio bianco · d3 cerchio bianco · e3 cerchio bianco · b2 cerchio bianco · d2 cerchio bianco · f2 cerchio bianco · a1 cerchio bianco · d1 cerchio bianco · g1 cerchio bianco | d8 cerchio bianco · h8 cerchio bianco · a7 cerchio bianco · d7 cerchio bianco · g7 cerchio bianco · b6 cerchio bianco · d6 cerchio bianco · f6 cerchio bianco · c5 cerchio bianco · d5 cerchio bianco · e5 cerchio bianco · a4 cerchio bianco · b4 cerchio bianco · c4 cerchio bianco · d4 donna del bianco · e4 cerchio bianco · f4 cerchio bianco · g4 cerchio bianco · h4 cerchio bianco · c3 cerchio bianco · d3 cerchio bianco · e3 cerchio bianco · b2 cerchio bianco · d2 cerchio bianco · f2 cerchio bianco · a1 cerchio bianco · d1 cerchio bianco · g1 cerchio bianco | d8 cerchio bianco · h8 cerchio bianco · a7 cerchio bianco · d7 cerchio bianco · g7 cerchio bianco · b6 cerchio bianco · d6 cerchio bianco · f6 cerchio bianco · c5 cerchio bianco · d5 cerchio bianco · e5 cerchio bianco · a4 cerchio bianco · b4 cerchio bianco · c4 cerchio bianco · d4 donna del bianco · e4 cerchio bianco · f4 cerchio bianco · g4 cerchio bianco · h4 cerchio bianco · c3 cerchio bianco · d3 cerchio bianco · e3 cerchio bianco · b2 cerchio bianco · d2 cerchio bianco · f2 cerchio bianco · a1 cerchio bianco · d1 cerchio bianco · g1 cerchio bianco | d8 cerchio bianco · h8 cerchio bianco · a7 cerchio bianco · d7 cerchio bianco · g7 cerchio bianco · b6 cerchio bianco · d6 cerchio bianco · f6 cerchio bianco · c5 cerchio bianco · d5 cerchio bianco · e5 cerchio bianco · a4 cerchio bianco · b4 cerchio bianco · c4 cerchio bianco · d4 donna del bianco · e4 cerchio bianco · f4 cerchio bianco · g4 cerchio bianco · h4 cerchio bianco · c3 cerchio bianco · d3 cerchio bianco · e3 cerchio bianco · b2 cerchio bianco · d2 cerchio bianco · f2 cerchio bianco · a1 cerchio bianco · d1 cerchio bianco · g1 cerchio bianco | d8 cerchio bianco · h8 cerchio bianco · a7 cerchio bianco · d7 cerchio bianco · g7 cerchio bianco · b6 cerchio bianco · d6 cerchio bianco · f6 cerchio bianco · c5 cerchio bianco · d5 cerchio bianco · e5 cerchio bianco · a4 cerchio bianco · b4 cerchio bianco · c4 cerchio bianco · d4 donna del bianco · e4 cerchio bianco · f4 cerchio bianco · g4 cerchio bianco · h4 cerchio bianco · c3 cerchio bianco · d3 cerchio bianco · e3 cerchio bianco · b2 cerchio bianco · d2 cerchio bianco · f2 cerchio bianco · a1 cerchio bianco · d1 cerchio bianco · g1 cerchio bianco | d8 cerchio bianco · h8 cerchio bianco · a7 cerchio bianco · d7 cerchio bianco · g7 cerchio bianco · b6 cerchio bianco · d6 cerchio bianco · f6 cerchio bianco · c5 cerchio bianco · d5 cerchio bianco · e5 cerchio bianco · a4 cerchio bianco · b4 cerchio bianco · c4 cerchio bianco · d4 donna del bianco · e4 cerchio bianco · f4 cerchio bianco · g4 cerchio bianco · h4 cerchio bianco · c3 cerchio bianco · d3 cerchio bianco · e3 cerchio bianco · b2 cerchio bianco · d2 cerchio bianco · f2 cerchio bianco · a1 cerchio bianco · d1 cerchio bianco · g1 cerchio bianco | 3 |
| 2 | d8 cerchio bianco · h8 cerchio bianco · a7 cerchio bianco · d7 cerchio bianco · g7 cerchio bianco · b6 cerchio bianco · d6 cerchio bianco · f6 cerchio bianco · c5 cerchio bianco · d5 cerchio bianco · e5 cerchio bianco · a4 cerchio bianco · b4 cerchio bianco · c4 cerchio bianco · d4 donna del bianco · e4 cerchio bianco · f4 cerchio bianco · g4 cerchio bianco · h4 cerchio bianco · c3 cerchio bianco · d3 cerchio bianco · e3 cerchio bianco · b2 cerchio bianco · d2 cerchio bianco · f2 cerchio bianco · a1 cerchio bianco · d1 cerchio bianco · g1 cerchio bianco | d8 cerchio bianco · h8 cerchio bianco · a7 cerchio bianco · d7 cerchio bianco · g7 cerchio bianco · b6 cerchio bianco · d6 cerchio bianco · f6 cerchio bianco · c5 cerchio bianco · d5 cerchio bianco · e5 cerchio bianco · a4 cerchio bianco · b4 cerchio bianco · c4 cerchio bianco · d4 donna del bianco · e4 cerchio bianco · f4 cerchio bianco · g4 cerchio bianco · h4 cerchio bianco · c3 cerchio bianco · d3 cerchio bianco · e3 cerchio bianco · b2 cerchio bianco · d2 cerchio bianco · f2 cerchio bianco · a1 cerchio bianco · d1 cerchio bianco · g1 cerchio bianco | d8 cerchio bianco · h8 cerchio bianco · a7 cerchio bianco · d7 cerchio bianco · g7 cerchio bianco · b6 cerchio bianco · d6 cerchio bianco · f6 cerchio bianco · c5 cerchio bianco · d5 cerchio bianco · e5 cerchio bianco · a4 cerchio bianco · b4 cerchio bianco · c4 cerchio bianco · d4 donna del bianco · e4 cerchio bianco · f4 cerchio bianco · g4 cerchio bianco · h4 cerchio bianco · c3 cerchio bianco · d3 cerchio bianco · e3 cerchio bianco · b2 cerchio bianco · d2 cerchio bianco · f2 cerchio bianco · a1 cerchio bianco · d1 cerchio bianco · g1 cerchio bianco | d8 cerchio bianco · h8 cerchio bianco · a7 cerchio bianco · d7 cerchio bianco · g7 cerchio bianco · b6 cerchio bianco · d6 cerchio bianco · f6 cerchio bianco · c5 cerchio bianco · d5 cerchio bianco · e5 cerchio bianco · a4 cerchio bianco · b4 cerchio bianco · c4 cerchio bianco · d4 donna del bianco · e4 cerchio bianco · f4 cerchio bianco · g4 cerchio bianco · h4 cerchio bianco · c3 cerchio bianco · d3 cerchio bianco · e3 cerchio bianco · b2 cerchio bianco · d2 cerchio bianco · f2 cerchio bianco · a1 cerchio bianco · d1 cerchio bianco · g1 cerchio bianco | d8 cerchio bianco · h8 cerchio bianco · a7 cerchio bianco · d7 cerchio bianco · g7 cerchio bianco · b6 cerchio bianco · d6 cerchio bianco · f6 cerchio bianco · c5 cerchio bianco · d5 cerchio bianco · e5 cerchio bianco · a4 cerchio bianco · b4 cerchio bianco · c4 cerchio bianco · d4 donna del bianco · e4 cerchio bianco · f4 cerchio bianco · g4 cerchio bianco · h4 cerchio bianco · c3 cerchio bianco · d3 cerchio bianco · e3 cerchio bianco · b2 cerchio bianco · d2 cerchio bianco · f2 cerchio bianco · a1 cerchio bianco · d1 cerchio bianco · g1 cerchio bianco | d8 cerchio bianco · h8 cerchio bianco · a7 cerchio bianco · d7 cerchio bianco · g7 cerchio bianco · b6 cerchio bianco · d6 cerchio bianco · f6 cerchio bianco · c5 cerchio bianco · d5 cerchio bianco · e5 cerchio bianco · a4 cerchio bianco · b4 cerchio bianco · c4 cerchio bianco · d4 donna del bianco · e4 cerchio bianco · f4 cerchio bianco · g4 cerchio bianco · h4 cerchio bianco · c3 cerchio bianco · d3 cerchio bianco · e3 cerchio bianco · b2 cerchio bianco · d2 cerchio bianco · f2 cerchio bianco · a1 cerchio bianco · d1 cerchio bianco · g1 cerchio bianco | d8 cerchio bianco · h8 cerchio bianco · a7 cerchio bianco · d7 cerchio bianco · g7 cerchio bianco · b6 cerchio bianco · d6 cerchio bianco · f6 cerchio bianco · c5 cerchio bianco · d5 cerchio bianco · e5 cerchio bianco · a4 cerchio bianco · b4 cerchio bianco · c4 cerchio bianco · d4 donna del bianco · e4 cerchio bianco · f4 cerchio bianco · g4 cerchio bianco · h4 cerchio bianco · c3 cerchio bianco · d3 cerchio bianco · e3 cerchio bianco · b2 cerchio bianco · d2 cerchio bianco · f2 cerchio bianco · a1 cerchio bianco · d1 cerchio bianco · g1 cerchio bianco | d8 cerchio bianco · h8 cerchio bianco · a7 cerchio bianco · d7 cerchio bianco · g7 cerchio bianco · b6 cerchio bianco · d6 cerchio bianco · f6 cerchio bianco · c5 cerchio bianco · d5 cerchio bianco · e5 cerchio bianco · a4 cerchio bianco · b4 cerchio bianco · c4 cerchio bianco · d4 donna del bianco · e4 cerchio bianco · f4 cerchio bianco · g4 cerchio bianco · h4 cerchio bianco · c3 cerchio bianco · d3 cerchio bianco · e3 cerchio bianco · b2 cerchio bianco · d2 cerchio bianco · f2 cerchio bianco · a1 cerchio bianco · d1 cerchio bianco · g1 cerchio bianco | 2 |
| 1 | d8 cerchio bianco · h8 cerchio bianco · a7 cerchio bianco · d7 cerchio bianco · g7 cerchio bianco · b6 cerchio bianco · d6 cerchio bianco · f6 cerchio bianco · c5 cerchio bianco · d5 cerchio bianco · e5 cerchio bianco · a4 cerchio bianco · b4 cerchio bianco · c4 cerchio bianco · d4 donna del bianco · e4 cerchio bianco · f4 cerchio bianco · g4 cerchio bianco · h4 cerchio bianco · c3 cerchio bianco · d3 cerchio bianco · e3 cerchio bianco · b2 cerchio bianco · d2 cerchio bianco · f2 cerchio bianco · a1 cerchio bianco · d1 cerchio bianco · g1 cerchio bianco | d8 cerchio bianco · h8 cerchio bianco · a7 cerchio bianco · d7 cerchio bianco · g7 cerchio bianco · b6 cerchio bianco · d6 cerchio bianco · f6 cerchio bianco · c5 cerchio bianco · d5 cerchio bianco · e5 cerchio bianco · a4 cerchio bianco · b4 cerchio bianco · c4 cerchio bianco · d4 donna del bianco · e4 cerchio bianco · f4 cerchio bianco · g4 cerchio bianco · h4 cerchio bianco · c3 cerchio bianco · d3 cerchio bianco · e3 cerchio bianco · b2 cerchio bianco · d2 cerchio bianco · f2 cerchio bianco · a1 cerchio bianco · d1 cerchio bianco · g1 cerchio bianco | d8 cerchio bianco · h8 cerchio bianco · a7 cerchio bianco · d7 cerchio bianco · g7 cerchio bianco · b6 cerchio bianco · d6 cerchio bianco · f6 cerchio bianco · c5 cerchio bianco · d5 cerchio bianco · e5 cerchio bianco · a4 cerchio bianco · b4 cerchio bianco · c4 cerchio bianco · d4 donna del bianco · e4 cerchio bianco · f4 cerchio bianco · g4 cerchio bianco · h4 cerchio bianco · c3 cerchio bianco · d3 cerchio bianco · e3 cerchio bianco · b2 cerchio bianco · d2 cerchio bianco · f2 cerchio bianco · a1 cerchio bianco · d1 cerchio bianco · g1 cerchio bianco | d8 cerchio bianco · h8 cerchio bianco · a7 cerchio bianco · d7 cerchio bianco · g7 cerchio bianco · b6 cerchio bianco · d6 cerchio bianco · f6 cerchio bianco · c5 cerchio bianco · d5 cerchio bianco · e5 cerchio bianco · a4 cerchio bianco · b4 cerchio bianco · c4 cerchio bianco · d4 donna del bianco · e4 cerchio bianco · f4 cerchio bianco · g4 cerchio bianco · h4 cerchio bianco · c3 cerchio bianco · d3 cerchio bianco · e3 cerchio bianco · b2 cerchio bianco · d2 cerchio bianco · f2 cerchio bianco · a1 cerchio bianco · d1 cerchio bianco · g1 cerchio bianco | d8 cerchio bianco · h8 cerchio bianco · a7 cerchio bianco · d7 cerchio bianco · g7 cerchio bianco · b6 cerchio bianco · d6 cerchio bianco · f6 cerchio bianco · c5 cerchio bianco · d5 cerchio bianco · e5 cerchio bianco · a4 cerchio bianco · b4 cerchio bianco · c4 cerchio bianco · d4 donna del bianco · e4 cerchio bianco · f4 cerchio bianco · g4 cerchio bianco · h4 cerchio bianco · c3 cerchio bianco · d3 cerchio bianco · e3 cerchio bianco · b2 cerchio bianco · d2 cerchio bianco · f2 cerchio bianco · a1 cerchio bianco · d1 cerchio bianco · g1 cerchio bianco | d8 cerchio bianco · h8 cerchio bianco · a7 cerchio bianco · d7 cerchio bianco · g7 cerchio bianco · b6 cerchio bianco · d6 cerchio bianco · f6 cerchio bianco · c5 cerchio bianco · d5 cerchio bianco · e5 cerchio bianco · a4 cerchio bianco · b4 cerchio bianco · c4 cerchio bianco · d4 donna del bianco · e4 cerchio bianco · f4 cerchio bianco · g4 cerchio bianco · h4 cerchio bianco · c3 cerchio bianco · d3 cerchio bianco · e3 cerchio bianco · b2 cerchio bianco · d2 cerchio bianco · f2 cerchio bianco · a1 cerchio bianco · d1 cerchio bianco · g1 cerchio bianco | d8 cerchio bianco · h8 cerchio bianco · a7 cerchio bianco · d7 cerchio bianco · g7 cerchio bianco · b6 cerchio bianco · d6 cerchio bianco · f6 cerchio bianco · c5 cerchio bianco · d5 cerchio bianco · e5 cerchio bianco · a4 cerchio bianco · b4 cerchio bianco · c4 cerchio bianco · d4 donna del bianco · e4 cerchio bianco · f4 cerchio bianco · g4 cerchio bianco · h4 cerchio bianco · c3 cerchio bianco · d3 cerchio bianco · e3 cerchio bianco · b2 cerchio bianco · d2 cerchio bianco · f2 cerchio bianco · a1 cerchio bianco · d1 cerchio bianco · g1 cerchio bianco | d8 cerchio bianco · h8 cerchio bianco · a7 cerchio bianco · d7 cerchio bianco · g7 cerchio bianco · b6 cerchio bianco · d6 cerchio bianco · f6 cerchio bianco · c5 cerchio bianco · d5 cerchio bianco · e5 cerchio bianco · a4 cerchio bianco · b4 cerchio bianco · c4 cerchio bianco · d4 donna del bianco · e4 cerchio bianco · f4 cerchio bianco · g4 cerchio bianco · h4 cerchio bianco · c3 cerchio bianco · d3 cerchio bianco · e3 cerchio bianco · b2 cerchio bianco · d2 cerchio bianco · f2 cerchio bianco · a1 cerchio bianco · d1 cerchio bianco · g1 cerchio bianco | 1 |
|   | a | b | c | d | e | f | g | h |   |

La partita inizia con la donna bianca sulla casa indicata in notazione algebrica come d1 e quella nera sulla casa d8. Si noti che le donne, all'inizio del gioco, sono poste sulla stessa colonna e che occupano una casa del proprio colore. Ne consegue che per il Bianco essa è posta alla sinistra del re, mentre per il Nero è posta alla destra del re. La donna si può muovere in linee rette verticalmente, orizzontalmente o in diagonale per il numero di case non occupate che trova. Combina dunque le mosse della torre e dell'alfiere. Come gli altri pezzi, la donna cattura un pezzo dell'avversario tramite l'occupazione della casa su cui si trova il pezzo da catturare.

## Il ruolo durante il gioco
La donna è più potente di una torre, o di un alfiere, ma si considera convenzionalmente che due torri insieme siano più potenti di una donna. Indicativamente, si può pensare che una donna valga circa 9 pedoni. Essendo la donna molto potente, lo scambio con un pezzo di minor valore è da considerarsi come molto sfavorevole, tranne nel caso in cui questo sacrificio porti ad una posizione chiaramente vincente (molte delle partite più famose della storia contemplano sacrifici di donna). 
Il cambio delle donne può significare l'ingresso in un finale di partita. Generalmente quando le donne e gli altri pezzi pesanti vengono cambiati, vengono portati in gioco i re che assumono un'importanza cruciale in questa fase della partita. 
Un pedone che riesce a raggiungere l'ultima traversa può essere promosso in un pezzo qualsiasi, ma nella maggior parte dei casi il giocatore sceglie di promuovere a donna, per l'elevato valore del pezzo, tranne in alcuni casi tattici o teorici, chiamati sottopromozione. Non è necessario che la stessa sia stata catturata nel corso della partita per poter promuovere a donna.